# Fußballclub Carl Zeiss Jena 1998-1999
Questa voce raccoglie le informazioni riguardanti il Fußballclub Carl Zeiss Jena nelle competizioni ufficiali della stagione 1998-1999.

## Stagione
Nella stagione 1998-1999 il Carl Zeiss Jena, allenato da Thomas Gerstner, concluse il campionato di Regionalliga nordest al 9º posto. In Coppa di Germania il Carl Zeiss Jena fu eliminato al secondo turno dal Duisburg.

## Rosa
| N. |                     | Ruolo | Calciatore        |
| -- | ------------------- | ----- | ----------------- |
|    | Germania (bandiera) | P     | Axel Keller       |
|    | Germania (bandiera) | P     | Jens Weißgärber   |
|    | Germania (bandiera) | D     | Michael Franke    |
|    | Germania (bandiera) | D     | Tobias Friedrich  |
|    | Germania (bandiera) | D     | Stefan Kaschuba   |
|    | Germania (bandiera) | D     | Eric Noll         |
|    | Germania (bandiera) | D     | Dirk Pfitzner     |
|    | Germania (bandiera) | D     | Carsten Sänger    |
|    | Germania (bandiera) | D     | Matthias Wentzel  |
|    | Germania (bandiera) | C     | Sebastian Barich  |
|    | Germania (bandiera) | C     | Frank Berger      |
|    | Germania (bandiera) | C     | Andreas Ellguth   |
|    | Germania (bandiera) | C     | Thomas Gerstner   |
|    | Germania (bandiera) | C     | Sebastian Hartung |

| N. |                     | Ruolo | Calciatore          |
| -- | ------------------- | ----- | ------------------- |
|    | Germania (bandiera) | C     | Christian Hauser    |
|    | Germania (bandiera) | C     | Dirk Hempel         |
|    | Germania (bandiera) | C     | Sven Kaiser         |
|    | Germania (bandiera) | C     | Marco Kämpfe        |
|    | Germania (bandiera) | C     | Mario Röser         |
|    | Germania (bandiera) | C     | Carsten Sträßer     |
|    | Germania (bandiera) | A     | Paulo Azevedo       |
|    | Polonia (bandiera)  | A     | Krzystof Benedyk    |
|    | Germania (bandiera) | A     | Christian Müller    |
|    | Germania (bandiera) | A     | Thomas Nowacki      |
|    | Germania (bandiera) | A     | Jörg Nowotny        |
|    | Russia (bandiera)   | A     | Mikhail Rusayev     |
|    | Germania (bandiera) | A     | Andreas Schwesinger |

## Organigramma societario
Area tecnica
- Allenatore: Thomas Gerstner
- Allenatore in seconda:
- Preparatore dei portieri:
- Preparatori atletici:
- Analisi video:

## Calciomercato

### Sessione estiva
| Acquisti | Acquisti         | Acquisti            | Acquisti |
| R.       | Nome             | da                  | Modalità |
| -------- | ---------------- | ------------------- | -------- |
| A        | Paulo Azevedo    | Freiburger          |          |
| A        | Krzystof Benedyk | Hetman Zamość       |          |
| C        | Andreas Ellguth  | Gütersloh           |          |
| D        | Tobias Friedrich | 1. SV Suhl 1906     |          |
| C        | Dirk Hempel      | Erzgebirge Aue      |          |
| C        | Sven Kaiser      | Sachsen Lipsia      |          |
| P        | Axel Keller      | Rapid Chemnitz      |          |
| D        | Carsten Sänger   | Sachsen Lipsia      |          |
| C        | Carsten Sträßer  | Carl Zeiss Jena U19 |          |

| Cessioni | Cessioni               | Cessioni              | Cessioni |
| R.       | Nome                   | a                     | Modalità |
| -------- | ---------------------- | --------------------- | -------- |
| A        | Heiko Weber            | Preußen Münster       |          |
| A        | Daniel Bärwolf         | Lubecca               |          |
| C        | Sławomir Chałaśkiewicz | Widzew Łódź           |          |
| C        | Heiko Cramer           | Zwickau               |          |
| D        | Jens Gerlach           | Saarbrücken           |          |
| C        | Olaf Holetschek        | Hansa Rostock         |          |
| D        | Benjamin James         | VfR Mannheim          |          |
| P        | Maik Kischko           | Bochum                |          |
| A        | Róbert Kociš           | Omonia                |          |
| D        | Matthias Lindner       | Sachsen Lipsia        |          |
| P        | Mario Neumann          | Cloppenburg           |          |
| D        | Frank Nierlich         | Zwickau               |          |
| C        | Bernd Schneider        | Eintracht Francoforte |          |
| C        | Torsten Ziegner        | Zwickau               |          |
| A        | Mark Zimmermann        | Unterhaching          |          |

### Sessione invernale
| Acquisti | Acquisti | Acquisti | Acquisti |
| R.       | Nome     | da       | Modalità |
| -------- | -------- | -------- | -------- |

| Cessioni | Cessioni     | Cessioni      | Cessioni |
| R.       | Nome         | a             | Modalità |
| -------- | ------------ | ------------- | -------- |
| D        | Marcus Claus | Dinamo Dresda |          |

## Risultati

### Regionalliga nordest

#### Girone di andata
| Berlino 1º agosto 1998, ore 14:00 CEST 1ª giornata | FC Berlino | 0 – 0 referto | Carl Zeiss Jena | Friedrich-Ludwig-Jahn-Sportpark (832 spett.)\| Arbitro: \| Reck \| |
| Arbitro:                                           | Reck       |               |                 |                                                                    |

| Arbitro: | Koop |

|            |           |                      |
| Hauser 81’ | Marcatori | 7’ Jank 32’ Schuster |

| Arbitro: | Cyrklaff |

|  |           |                                |
|  | Marcatori | 54’ Rusayev 59’ (rig.) Sträßer |

| Arbitro: | Binkowski |

|             |           |             |
| Azevedo 61’ | Marcatori | 90’ Steiner |

| Arbitro: | Fleske |

|            |           |  |
| Mbidzo 63’ | Marcatori |  |

| Arbitro: | Spickenagel |

|            |           |             |
| Hauser 40’ | Marcatori | 62’ Schmidt |

| Arbitro: | Richter |

|                                 |           |  |
| Berger 41’ Gleis 84’ Bensch 86’ | Marcatori |  |

| Arbitro: | Sturm |

|                        |           |  |
| Azevedo 16’ Hempel 68’ | Marcatori |  |

| Arbitro: | Voigt |

|                        |           |                         |
| Helbig 25’ Schmidt 66’ | Marcatori | 78’ Nowacki 80’ Rusayev |

| Arbitro: | Melms |

|  |           |                            |
|  | Marcatori | 78’ Tautenhahn 81’ Schmidt |

| Arbitro: | Bley |

|                  |           |  |
| Z.Milinković 88’ | Marcatori |  |

| Arbitro: | Kokel |

|            |           |  |
| Kaiser 75’ | Marcatori |  |

| Arbitro: | Scheibel |

|             |           |                              |
| Förster 67’ | Marcatori | 27’, 86’ Benedyk 84’ Azevedo |

| Arbitro: | Sax |

|                                             |           |  |
| Rusayev 19’ Gerstner 60’ (rig.) Azevedo 86’ | Marcatori |  |

| Chemnitz 21 novembre 1998, ore 14:00 CET 15ª giornata | Chemnitz | 0 – 0 referto | Carl Zeiss Jena | Stadion an der Gellertstraße (2 650 spett.)\| Arbitro: \| Fröhlich \| |
| Arbitro:                                              | Fröhlich |               |                 |                                                                       |

| Arbitro: | Zschoke |

|                        |           |  |
| Kaiser 83’ Rusayev 86’ | Marcatori |  |

| Arbitro: | Sather |

|            |           |  |
| Juarez 78’ | Marcatori |  |

#### Girone di ritorno
| Arbitro: | Bley |

|             |           |  |
| Rusayev 44’ | Marcatori |  |

| Arbitro: | Blumenstein |

|                       |           |  |
| Popović 24’, 61’, 89’ | Marcatori |  |

| Arbitro: | Robel |

|                           |           |             |
| Friedrich 36’ Rusayev 76’ | Marcatori | 27’ Cerovec |

| Arbitro: | Sturm |

|  |           |             |
|  | Marcatori | 33’ Rusayev |

| Arbitro: | Voigt |

|            |           |  |
| Hempel 81’ | Marcatori |  |

| Arbitro: | Sax |

|               |           |            |
| Zapyshnyi 14’ | Marcatori | 51’ Kaiser |

| Arbitro: | Cyrklaff |

|             |           |             |
| Rusayev 66’ | Marcatori | 15’ Schmidt |

| Arbitro: | Dittrich |

|                             |           |            |
| Shubitidze 2’ Wiedemann 85’ | Marcatori | 19’ Hempel |

| Arbitro: | Schößling |

|  |           |            |
|  | Marcatori | 60’ Treitl |

| Arbitro: | Scheibel |

|                                 |           |                 |
| Pagels 6’, 22’ Schmidt 25’, 28’ | Marcatori | 42’ (rig.) Noll |

| Arbitro: | Sather |

|                 |           |  |
| Schwesinger 41’ | Marcatori |  |

| Arbitro: | Sturm |

|  |           |                 |
|  | Marcatori | 28’, 85’ Kaiser |

| Arbitro: | Richter |

|                                   |           |          |
| Hempel 14’ (rig.), 40’ Sänger 30’ | Marcatori | 6’ Lucic |

| Arbitro: | Reimer |

|                                             |           |  |
| Patschinski 14’, 84’ Hanke 69’ Schröter 72’ | Marcatori |  |

| Jena 5 maggio 1999, ore 18:00 CEST 32ª giornata | Carl Zeiss Jena | 0 – 0 referto | Chemnitz | Ernst-Abbe-Sportfeld (3 136 spett.)\| Arbitro: \| Wendorf \| |
| Arbitro:                                        | Wendorf         |               |          |                                                              |

| Arbitro: | Dommaschk |

|                                       |           |                       |
| Röper 36’ Calores 69’, 90’ Dohnal 83’ | Marcatori | 81’ Hauser 88’ Hempel |

| Arbitro: | Voigt |

|           |           |               |
| Kaiser 2’ | Marcatori | 42’ Schneider |

### Coppa di Germania
| Arbitro: | Schößling |

|            |           |  |
| Hauser 50’ | Marcatori |  |

| Arbitro: | Fleischer |

|                 |           |                      |
| Noll 40’ (rig.) | Marcatori | 44’ Neun 90’ Beierle |

## Statistiche

### Statistiche di squadra
| Competizione         | Punti | In casa | In casa | In casa | In casa | In casa | In casa | In trasferta | In trasferta | In trasferta | In trasferta | In trasferta | In trasferta | Totale | Totale | Totale | Totale | Totale | Totale | DR |
| Competizione         | Punti | G       | V       | N       | P       | Gf      | Gs      | G            | V            | N            | P            | Gf           | Gs           | G      | V      | N      | P      | Gf     | Gs     | DR |
| -------------------- | ----- | ------- | ------- | ------- | ------- | ------- | ------- | ------------ | ------------ | ------------ | ------------ | ------------ | ------------ | ------ | ------ | ------ | ------ | ------ | ------ | -- |
| Regionalliga nordest | 48    | 17      | 9       | 5       | 3       | 21      | 11      | 17           | 4            | 4            | 9            | 15           | 27           | 34     | 13     | 9      | 12     | 36     | 38     | -2 |
| Coppa di Germania    | -     | 2       | 1       | 0       | 1       | 2       | 2       | 0            | 0            | 0            | 0            | 0            | 0            | 2      | 1      | 0      | 1      | 2      | 2      | 0  |
| Totale               | 48    | 19      | 10      | 5       | 4       | 23      | 13      | 17           | 4            | 4            | 9            | 15           | 27           | 36     | 14     | 9      | 13     | 38     | 40     | -2 |

### Andamento in campionato
| Giornata  | 1  | 2  | 3  | 4  | 5  | 6  | 7  | 8  | 9  | 10 | 11 | 12 | 13 | 14 | 15 | 16 | 17 | 18 | 19 | 20 | 21 | 22 | 23 | 24 | 25 | 26 | 27 | 28 | 29 | 30 | 31 | 32 | 33 | 34 |
| --------- | -- | -- | -- | -- | -- | -- | -- | -- | -- | -- | -- | -- | -- | -- | -- | -- | -- | -- | -- | -- | -- | -- | -- | -- | -- | -- | -- | -- | -- | -- | -- | -- | -- | -- |
| Luogo     | T  | C  | T  | C  | T  | C  | T  | C  | T  | C  | T  | C  | T  | C  | T  | C  | T  | C  | T  | C  | T  | C  | T  | C  | T  | C  | T  | C  | T  | C  | T  | C  | T  | C  |
| Risultato | N  | P  | V  | N  | P  | N  | P  | V  | N  | P  | P  | V  | V  | V  | N  | V  | P  | V  | P  | V  | V  | V  | N  | N  | P  | P  | P  | V  | V  | V  | P  | N  | P  | N  |
| Posizione | 10 | 12 | 10 | 11 | 12 | 14 | 14 | 14 | 14 | 14 | 15 | 12 | 11 | 10 | 10 | 10 | 10 | 9  | 10 | 10 | 10 | 9  | 9  | 9  | 10 | 10 | 10 | 10 | 9  | 9  | 9  | 9  | 9  | 9  |

Legenda:

Luogo: C = Casa; T = Trasferta. Risultato: V = Vittoria; N = Pareggio; P = Sconfitta.

### Statistiche dei giocatori
| Giocatore      | Regionalliga | Regionalliga | Regionalliga | Regionalliga | Coppa di Germania | Coppa di Germania | Coppa di Germania | Coppa di Germania | Totale   | Totale | Totale      | Totale     |
| Giocatore      | Presenze     | Reti         | Ammonizioni  | Espulsioni   | Presenze          | Reti              | Ammonizioni       | Espulsioni        | Presenze | Reti   | Ammonizioni | Espulsioni |
| -------------- | ------------ | ------------ | ------------ | ------------ | ----------------- | ----------------- | ----------------- | ----------------- | -------- | ------ | ----------- | ---------- |
| P. Azevedo     | 29           | 4            | 2            | 0            | 2                 | 0                 | 1                 | 0                 | 31       | 4      | 3           | 0          |
| S. Barich      | 4            | 0            | 0            | 0            | 0                 | 0                 | 0                 | 0                 | 4        | 0      | 0           | 0          |
| K. Benedyk     | 16           | 2            | 1            | 0            | 1                 | 0                 | 0                 | 0                 | 17       | 2      | 1           | 0          |
| F. Berger      | 6            | 0            | 0            | 0            | 1                 | 0                 | 0                 | 0                 | 7        | 0      | 0           | 0          |
| A. Ellguth     | 3            | 0            | 0            | 0            | 0                 | 0                 | 0                 | 0                 | 3        | 0      | 0           | 0          |
| M. Franke      | 1            | 0            | 1            | 0            | 0                 | 0                 | 0                 | 0                 | 1        | 0      | 1           | 0          |
| T. Friedrich   | 30           | 1            | 5            | 3            | 2                 | 0                 | 0                 | 0                 | 32       | 1      | 5           | 3          |
| T. Gerstner    | 16           | 1            | 5            | 1            | 0                 | 0                 | 0                 | 0                 | 16       | 1      | 5           | 1          |
| S. Hartung     | 2            | 0            | 0            | 0            | 0                 | 0                 | 0                 | 0                 | 2        | 0      | 0           | 0          |
| C. Hauser      | 27           | 3            | 6            | 0            | 2                 | 1                 | 0                 | 0                 | 29       | 4      | 6           | 0          |
| D. Hempel      | 33           | 6            | 9            | 0            | 2                 | 0                 | 0                 | 0                 | 35       | 6      | 9           | 0          |
| S. Kaiser      | 33           | 6            | 4            | 0            | 2                 | 0                 | 0                 | 0                 | 35       | 6      | 4           | 0          |
| S. Kaschuba    | 18           | 0            | 3            | 0            | 1                 | 0                 | 0                 | 0                 | 19       | 0      | 3           | 0          |
| A. Keller      | 23           | 0            | 0            | 0            | 0                 | 0                 | 0                 | 0                 | 23       | 0      | 0           | 0          |
| M. Kämpfe      | 7            | 0            | 0            | 0            | 0                 | 0                 | 0                 | 0                 | 7        | 0      | 0           | 0          |
| C. Müller      | 0            | 0            | 0            | 0            | 0                 | 0                 | 0                 | 0                 | 0        | 0      | 0           | 0          |
| E. Noll        | 30           | 1            | 2            | 0            | 1                 | 1                 | 0                 | 0                 | 31       | 2      | 2           | 0          |
| T. Nowacki     | 21           | 1            | 1            | 0            | 1                 | 0                 | 0                 | 0                 | 22       | 1      | 1           | 0          |
| J. Nowotny     | 16           | 0            | 4            | 0            | 0                 | 0                 | 0                 | 0                 | 16       | 0      | 4           | 0          |
| D. Pfitzner    | 0            | 0            | 0            | 0            | 0                 | 0                 | 0                 | 0                 | 0        | 0      | 0           | 0          |
| M. Rusayev     | 31           | 8            | 7            | 0            | 2                 | 0                 | 1                 | 0                 | 33       | 8      | 8           | 0          |
| M. Röser       | 5            | 0            | 1            | 0            | 2                 | 0                 | 1                 | 0                 | 7        | 0      | 2           | 0          |
| A. Schwesinger | 9            | 1            | 1            | 0            | 0                 | 0                 | 0                 | 0                 | 9        | 1      | 1           | 0          |
| C. Sträßer     | 24           | 1            | 5            | 0            | 1                 | 0                 | 0                 | 0                 | 25       | 1      | 5           | 0          |
| C. Sänger      | 28           | 1            | 2            | 0            | 1                 | 0                 | 0                 | 0                 | 29       | 1      | 2           | 0          |
| H. Weber       | 7            | 0            | 2            | 0            | 1                 | 0                 | 0                 | 0                 | 8        | 0      | 2           | 0          |
| J. Weißgärber  | 12           | 0            | 0            | 1            | 2                 | 0                 | 1                 | 0                 | 14       | 0      | 1           | 1          |
| M. Wentzel     | 30           | 0            | 6            | 3            | 2                 | 0                 | 1                 | 0                 | 32       | 0      | 7           | 3          |